# ストラタジェム (潜水艦)
ストラタジェム (HMS Stratagem, P234) は、イギリス海軍の潜水艦。S級潜水艦第3グループの1隻。
艦名は「戦略、策略」という意味の名詞に由来し、イギリス海軍においてこの名を持つ唯一の艦である。艦名を反映し、本艦の船紋章は「トロイの木馬」であった

## 艦歴
「ストラタジェム」は1941年度計画に基づき1941年8月3日にバーケンヘッドのキャメル・レアードへ発注され、1942年4月15日起工、1943年6月21日進水し、1943年10月9日に初代艦長レジナルド・ルイス・ウィロビーRNR大尉の指揮の下就役した。

### 最初の哨戒
ホーリー・ロッホで整調中、右舷ディーゼル機関に不調が発見され修理を行った。クライド、アローチャー等いくつかの港湾で試験や演習を行った後、「ストラタジェム」は1944年1月3日にスコットランドのラーウィックから最初の哨戒に出た。この哨戒の目的は、ノルウェー沖でのUボート捜索であった。しかし、会敵はないまま1月15日にラーウィックへ帰還した。

### 2回目の哨戒
シェアーネスとポーツマスでの入渠後、「ストラタジェム」は3月27日に艦長となったクリフォード・レイモンド・ペリー大尉の指揮の、3月31日にプリマスからジブラルタルへ向かった。2回目の哨戒でも会敵はなく、4月14日ジブラルタルへ到着。姉妹艦「シックル」と「スピリット」と共に、4月18日「ストラタジェム」は輸送船団USG38船団に加入してマルタへ移動、そこで対潜演習に参加した。
引き続き「ストラタジェム」は東進を続け、5月16日ポートサイド着。さらにスエズ運河を通過して紅海、そしてインド洋へ入り、アデンを経由して6月10日にセイロン島 トリンコマリーへ到着した。

### 3回目の哨戒
イタリア海軍通報艦「エリトリア」等との演習後、「ストラタジェム」は6月27日にトリンコマリーを出撃し、極東では初となる3回目の哨戒に向かった。7月1日、「ストラタジェム」はポートブレア沖北緯11度36分 東経92度50分 / 北緯11.600度 東経92.833度で魚雷艇2隻と対潜トロール船1隻に護衛された1,100トン級輸送船を発見し、魚雷4本を発射して爆発音を聴取したが実際は命中していなかった。魚雷艇からの爆雷による反撃があったが被害はなかった。
7月2日、「ストラタジェム」は北緯11度37分 東経92度54分 / 北緯11.617度 東経92.900度地点でポートブレアから出港してきた2,000トン級商船と護衛の駆潜艇2隻を発見。魚雷6本を発射したが、魚雷はすべて外れて陸地に当たり爆発した。7月4日、大雨の中北緯09度22分 東経92度40分 / 北緯9.367度 東経92.667度地点で同じ商船を発見し魚雷2本を発射したが、こちらも爆発音を聴取したものの実際は命中していなかった。戦果がないまま「ストラタジェム」は7月7日にトリンコマリーへ帰投した。

### 4回目・5回目の哨戒
駆逐艦との対潜演習後、7月31日に「ストラタジェム」はトリンコマリーから4回目の哨戒に向かった。今回の目的地はタイ西岸であったが、会敵はなく8月22日にトリンコマリーへ帰還した。
試験と演習後、1944年9月16日に「ストラタジェム」は5回目の哨戒に出撃する。艦長ペリー大尉が休暇中であったため、この哨戒では臨時にアンソニー・ロバート・プロフィット大尉が代わって指揮を執った。9月30日、「ストラタジェム」は大ココ島のフォード湾に浮上して島の建物や倉庫に艦砲射撃を行った。その後、10月5日にトリンコマリーへ帰還して哨戒を終えた。

### 6回目の哨戒・最期
11月10日、トリンコマリーを出撃した「ストラタジェム」は復帰したペリー大尉の指揮の下でマラッカ海峡へ6回目の哨戒に向かう。ここで「ストラタジェム」は生涯において最初で最後となる戦果を得ることになった。11月19日、「ストラタジェム」はマラッカ海峡の北緯09度22分 東経92度40分 / 北緯9.367度 東経92.667度地点でシンガポールからスマトラ島パンカランススへ航行中の商船5隻と護衛の「第三十四号駆潜艇」からなる輸送船団を発見。そのうち、応急タンカー「日南丸」（日東洋行、1,945トン）に雷撃を行い沈めた。
1944年11月22日、「ストラタジェム」は日本の水上機に発見され、駆け付けた駆潜艇「第三十五号駆潜艇」の爆雷攻撃を受けた。最初の爆雷攻撃で「ストラタジェム」の艦首は海底に衝突し、浸水が発生。前方の水密隔壁を閉鎖できず浮上を余儀なくされた。乗員は「ストラタジェム」を自沈させ、減圧症に苦しみながらも脱出した10名が「第三十五号駆潜艇」に救助されて捕虜となり、シンガポールへ移送された。しかし、10名のうち9ヶ月後の終戦まで生き残ることができたのは3名に過ぎなかった。